# 에베레스트 남봉
에베레스트 남봉(South Summit)은 지구에서 두 번째 높은 봉우리로, 에베레스트산의 봉우리 중 하나이다. 남봉의 높이는 해발 8,749m로, 지구에서 두 번째로 높은 산인 고드윈오스턴산(K2)의 정상(8,611m)보다 높으나, 에베레스트 주봉(해발 8,848m)과의 돌출높이 차이가 11m에 불과해서 독립된 산으로 취급되지는 않는다.  에베레스트 정상과는 360m가량 떨어져 있다.
1953년 영국 에베레스트 원정대의 찰스 에번스와 톰 버딜런(Tom Bourdillon)이 1953년 5월 26일 첫 등반에 성공했다. 하지만 에베레스트산 정상 도전에는 실패했다. 등반대의 제2팀인 에드먼드 힐러리와 텐징 노르가이 팀은 남봉을 거쳐 에베레스트산 정상 등반에 성공했다.
1965년 인도 에베레스트 원정대의 지질학자는 남봉 30m 위의 석회암에서 조개 화석을 발견하기도 했다. 원정대에서 9명이 에베레스트산 정상 등반에 성공했다.